# Zadębina
Zadębina (ukr. Задубина) – wieś na Ukrainie, w obwodzie lwowskim, w rejonie lwowskim, w hromadzie Bóbrka. W 2001 roku liczyła 68 mieszkańców.
W okresie międzywojennym przysiółek wsi gminnej Świrz w powiecie przemyślańskim, w województwie lwowskim.